# Geef me werk
Geef me werk is een Nederlandstalige single van de Belgische zanger Walter Grootaers uit 1982 in het kader van de Jongerenmars voor werk.
De B-kant van de single was een Franstalige versie het liedje, met als titel Du Travail.

## Meewerkende artiesten
- Muzikanten:
  - Walter Grootaers (zang)